# Pöhlsches Schieten

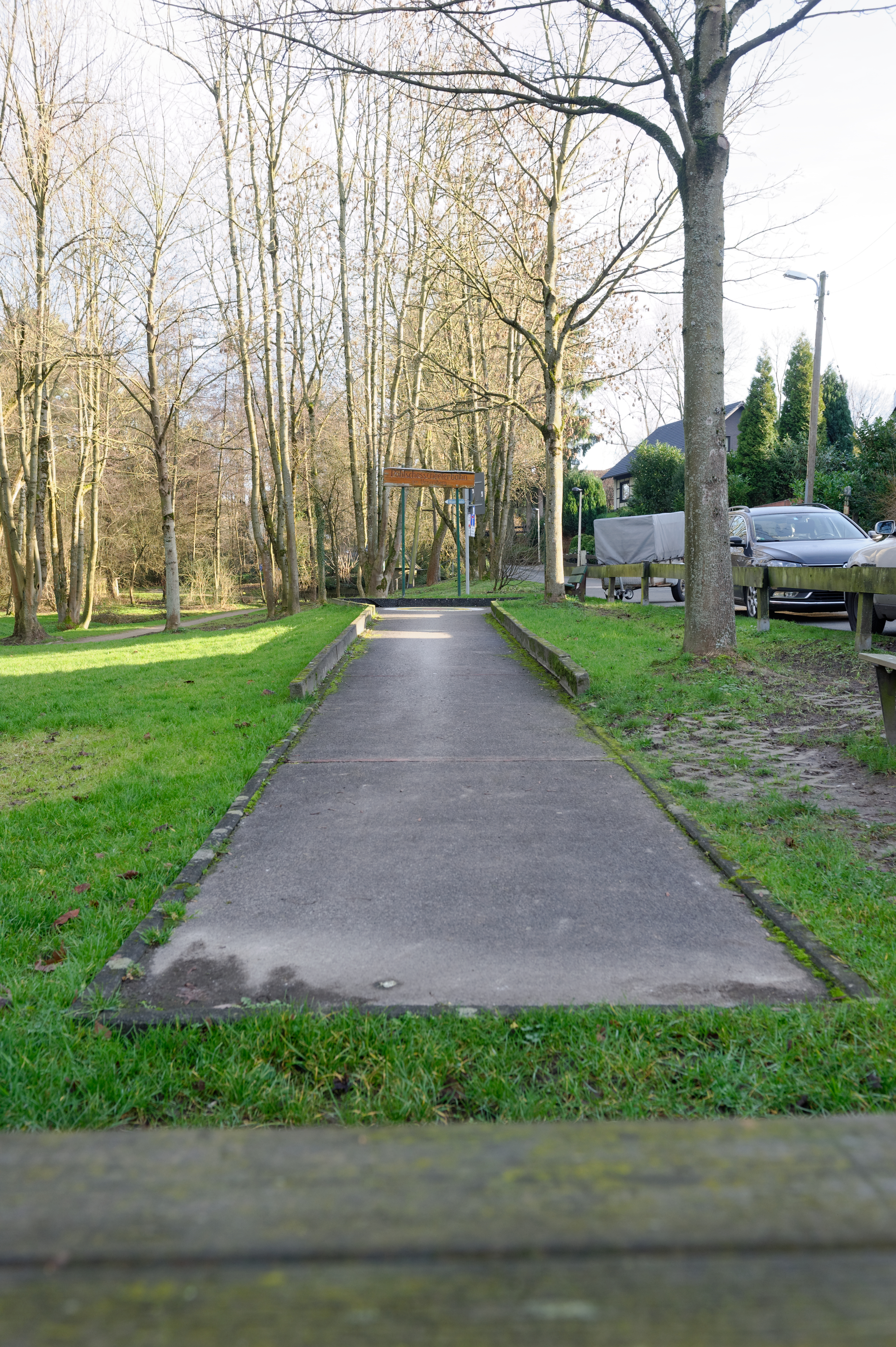
Eine vollständige Pöhlschesscheeterbahn

Das Pöhlsche Schieten ist eine alte bergische Sportart aus der Zeit der Feilenhauer zum Ende des 19. Jahrhunderts ähnlich dem französischen Boule oder dem schweizerischen Bootschen.
Bekannt sind Vereinigungen in Solingen und Remscheid, bei denen diese Sportart seit den 1990er Jahren wieder betrieben wird.

## Regeln

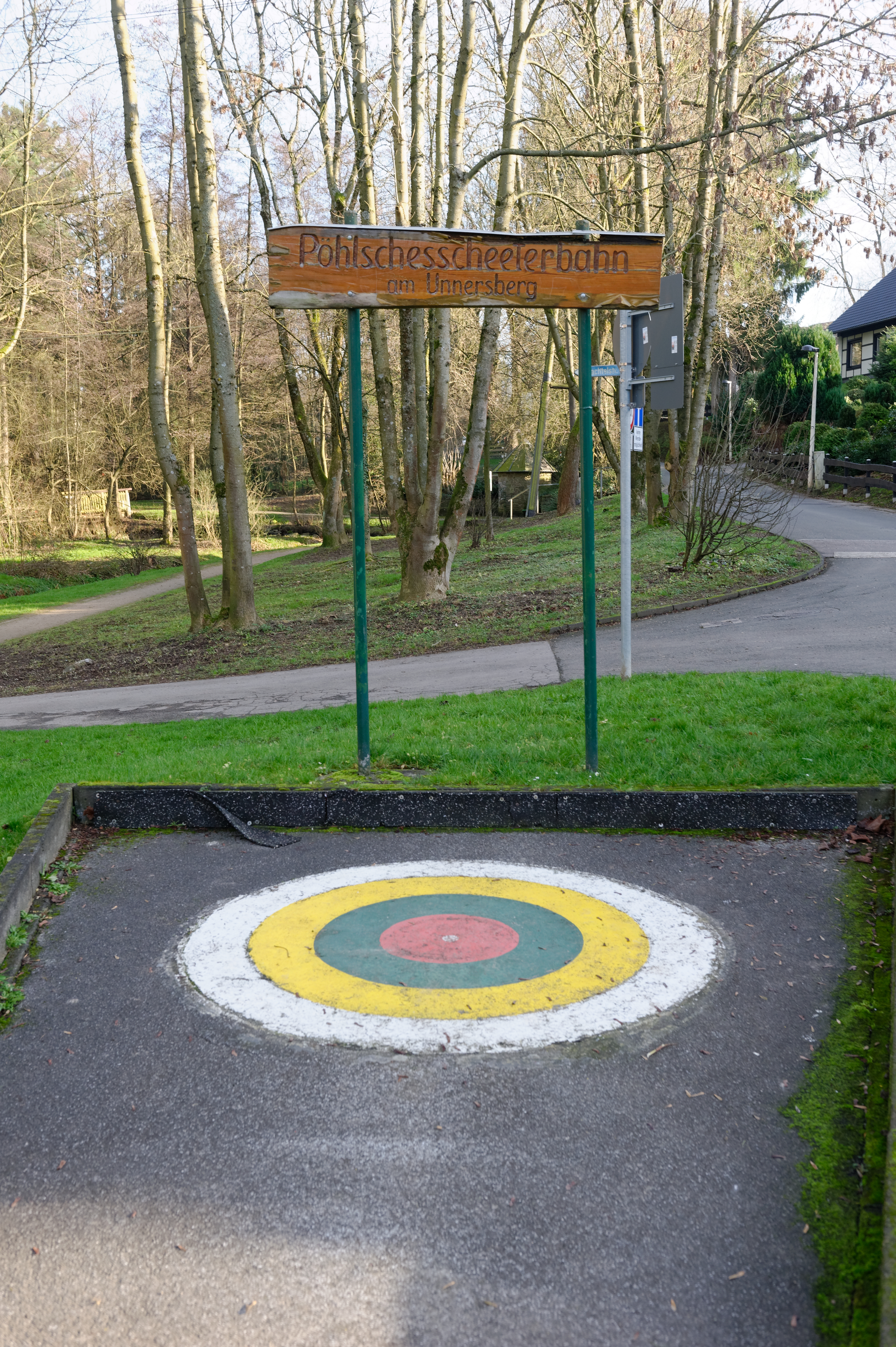
Zielbereich der Pöhlschesscheeterbahn

Es werden abwechselnd pro Spieler sechs handgroße Wurfscheiben à 650 g aus gehärtetem Werkzeugstahl über 15 Meter (Turnierdistanz Männer) geworfen. Ziel ist ein Holzpfahl (Pöhl) im Zentrum. Es gibt 4 Zielbereiche mit denen man 1, 3, 5 oder sogar 10 Punkte (von außen nach innen) erreichen kann. Für das Treffen des Pöhls erhält man direkt zehn Punkte. Je nach Lage der Scheibe am Ende der Würfe bekommt man zehn (rot), fünf (blau oder grün), drei (gelb) oder einen (weiß) Punkt(e). Es kann sein, dass eine eigene Scheibe mit dem Wurf einer folgenden Scheibe aus den Kreisen gestoßen wird, für diese außenliegende Scheibe bekommt man dann keine weiteren Punkte.
Die maximale Punktzahl einer Runde beträgt 120 Punkte, also 6fach den Pöhl getroffen und alle 6 Scheiben im roten Bereich.

## Wettbewerbe
Die Bergische Meisterschaft wird seit 1985 jährlich an Pfingsten vom Verein Pol-Daler-Ut in Solingen ausgetragen.
In Solingen gibt es fünf Pöhlschesscheeter Vereine, die regelmäßig Turniere austragen.